# Elise van Hage
Elise van Hage née le 6 avril 1989 à Noordwijkerhout, est une coureuse cycliste professionnelle néerlandaise.

## Palmarès sur route
- 2004
  -  Championne des Pays-Bas sur route cadettes
- 2005
  -  Championne des Pays-Bas sur route cadettes
- 2006
  -  Médaillée d'argent au championnat d'Europe de la course en ligne juniors
  - 3e du championnat des Pays-Bas du contre-la-montre juniors
- 2007
  -  Championne des Pays-Bas sur route juniors
  - 2e du championnat des Pays-Bas du contre-la-montre juniors
- 2008
  -  Champion du monde universitaire sur route
  - 2e du 7-Dorpenomloop van Aalburg
  - 2e de Omloop van het Ronostrand
  - 2e de Noordwijk Classic
  - 3e du Therme Kasseienomloop
- 2009
  - Noordwijk Classic

## Palmarès sur piste

### Championnats du monde
- Gand et spa 2006
  -  Championne du monde de la course aux points juniors
  -  Médaillée d'argent de la course aux points juniors
- Manchester 2008
  - 6e de la poursuite

### Championnats d'Europe
- Athènes 2006
  -  Championne d'Europe de la course aux points juniors
  -  Championne d'Europe du scratch juniors
  -  Médaillée d'argent de l'omnium sprint
  - 2e de la poursuite juniors

### Championnats nationaux
- 2007
  - 3e du scratch
- 2008
  - 3e du scratch

### Autres
- 2012
  - GP Vienna (500 mètres)
- 2012
  - GP Colorado Springs (vitesse par équipes)